# DuPont (Waszyngton)
DuPont – miasto w Stanach Zjednoczonych, w stanie Waszyngton, w hrabstwie Pierce.